# Lawe Mengkudu
Lawe Mengkudu is een bestuurslaag in het regentschap Aceh Tenggara van de provincie Atjeh, Indonesië. Lawe Mengkudu telt 267 inwoners (volkstelling 2010).